# اچ‌ام‌اس بلونا (۱۹۰۹)
اچ‌ام‌اس بلونا (۱۹۰۹) (به انگلیسی: HMS Bellona (1909)) یک کشتی بود که طول آن ۳۸۵ فوت (۱۱۷ متر) بود. این کشتی در سال ۱۹۰۹ ساخته شد.